# Roser Cardús Malagarriga
Roser Cardús Malagarriga (Barcelona, 1 de setembre de 1920 - Barcelona, 10 de novembre de 1974) va ser farmacèutica,  traductora, novel·lista i escriptora de relats catalana.
Va néixer el setembre de 1920 a Barcelona, al barri de Sants. Era filla de Josepa Malagarriga i Esteve i de Ferran Cardús Ferrer. El seu pare va treballar molts anys i va ser director de la fàbrica de cervesa La Moràvia. Roser tenia dos germans petits: Àngels i Francesc.
Els antecedents literaris familiars els trobem en l’oncle escriptor, germà de la mare: Joan Malagarriga i Esteve (1890 - 1943); poeta de transició entre el Modernisme i el Noucentisme.
Roser Cardús, des que tenia nou anys fins a catorze es va formar a l’internat de les Mercedàries de Sant Feliu de Llobregat, juntament amb la seva germana petita Angelina. Després va estudiar a l'Institut Jaume Balmes de Barcelona, on va rebre una forta influència del professor Guillermo Díaz-Plaja, catedràtic d’aquest institut des de l’any 1935. En la seva formació va destacar la música, tocava el piano, i la pintura. Va escriure molts poemes que romanen inèdits.
Roser volia estudiar Filosofia i Lletres, però la família la va pressionar per estudiar Farmàcia, la branca paterna tenia un laboratori de productes farmacèutics.
Justament el 1938 amb divuit anys, quan en cursava el primer any, i en plena guerra civil espanyola, l'editor Josep Janés i Oliver li va encarregar la traducció de Flush al català, a partir de la versió francesa. La novel·la escrita el 1933 per Virginia Woolf era la biografia del gos de la poeta anglesa Elizabeth Barrett Browning. Va ser publicada per Rosa dels Vents en una edició econòmica, quatre anys després de la versió alemanya, tres després de la francesa i sis abans de l'espanyola.
Edicions de la Rosa dels Vents va ser creada per Josep Janés i Olivé com una continuació dels Quaderns Literaris, que va començar l’any 1934 i que va acabar l’any 1938. Els Quaderns Literaris tenien el propòsit de divulgar a Catalunya una literatura estrangera escollida, alhora que situava la literatura del país al mateix nivell amb la publicació de totes dues en una mateixa col·lecció. Flush fou la segona i l'última obra de Virgínia Woolf traduïda al català durant moltes dècades, després de Mrs. Dalloway de Cèsar-August Jordana del 1930. Segons Jacqueline Hurtley, Cardús fa una traducció justa i neta del text originari, en la qual es pot sentir la ironia narrativa de l'autora.
Finalment a l’any 1942, a vint-i-dos anys, Roser es va llicenciar en Farmàcia. Tres anys després es va casar amb el seu promès, Antoni Solans Ferré, que havia conegut a la universitat i el matrimoni va a tenir cinc fills: M. Teresa, Roser, Margarida, Antoni i Ramon.
Cardús va publicar la seva primera obra pròpia El príncep bandoler (1958) un recull de narracions infantils, dins la col·lecció Sant Jordi. Dos anys després va publicar un altre recull de cinc contes, La noia del rostre canviant (1960). De la narració "La noia del rostre canviant" en va escriure també una obra de teatre que es va representar.
L’11 de març de 1962 va guanyar el IX Concurs de contes literaris de l’Asociación Condal per la narració "La subhasta". El conte es va publicar l’any 1963 en el recull Els millors contes del Premi "Condal".
Gairebé trenta anys després de traduir Flush, el 1966, Cardús portà a la llengua catalana Funerals a Berlín, una novel·la d’espies, publicada dos anys abans a Londres pel novel·lista i historiador britànic Len Deignton. Una novel·la d’espies de la que se’n va fer una pel·lícula l’any 1966, amb Michael Caine, dirigida per Guy Hamilton.
Roser Cardús va morir a Barcelona el 10 de novembre de 1974, nou anys després d’haver realitzat aquesta traducció, a cinquanta-quatre. La seva mort va coincidir amb la publicació de la narració "Darrera notícia", a la revista literària El Pont.
Antoni Solans també va tenir cura de publicar alguns originals inèdits de Roser Cardús, gràcies a la seva amistat amb l'editor Miquel Arimany, que era qui n’havia publicat les obres en vida. La més rellevant d’aquestes publicacions és el recull de narracions Lepra d’or (1976). El catedràtic Antoni Comas es va encarregar de l’acte de presentació del llibre.
Tanmateix, hi ha una narració de Roser Cardús que ha tingut una fortuna especial. Es tracta de "La droga", publicada al 1982 a El Pont. Aquest relat breu va ser inclòs en dos reculls de narracions de ciència-ficció; el primer és el d'A. Munné-Jordà, Narracions de ciència-ficció. Antologia (1985) i posteriorment en un recull de Víctor Martínez-Gil, Els altres mons de la literatura catalana. Antologia de narrativa fantàstica i especulativa (2004).